# Jean Dauvister
Jean Joseph Dauvister (Dison, 24 oktober 1858 - 23 mei 1937) was een Belgisch volksvertegenwoordiger.

## Levensloop
Dauvister ging reeds op zijn negende aan de slag in een koperslagerij. Op zijn twaalfde ging hij werken in een textielfabriek, eerst als draadaanmaker, daarna als wever. 
Hij was socialistisch militant en droeg vanaf 1885 bij aan de uitbouw van de Belgische Werkliedenpartij in de streek van Dison. In 1886 was hij medestichter van de coöperatieve La Fraternité en een jaar later trad hij toe tot de socialistische weversvakbond in Dison. In 1888 stichtte Dauvister in zijn gemeente een volksapotheek en een jaar later stond hij er aan de wieg van de vakbond Ligue ouvrière et commerciale. Begin jaren 1890 zetelde hij tevens in de commissie van het bureau van weldadigheid in Dison en van 1891 tot 1894 maakte hij als vakbondsvertegenwoordiger deel uit van de arbeidsraad in de textielfabriek waar hij werkte. Hij was daarnaast beheerder van verschillende socialistische verenigingen in de streek van Dison. 
Hij werd in 1894, na het invoeren van het algemeen meervoudig stemrecht, voor het arrondissement Verviers verkozen in de Kamer van volksvertegenwoordigers. Daarmee behoorde hij tot de eerste lichting socialistische parlementsleden. Dauvister was een bescheiden parlementslid die slechts enkele keren het woord nam, om de aandacht te vestigen op de situatie van lokale arbeiders en misbruik door werkgevers in de textielsector te veroordelen. Bij de verkiezingen van 1898 verloor Dauvister zijn zetel in de Kamer, waarna hij terugkeerde naar de fabriek. Bij volgende verkiezingen bleef hij zich kandidaat stellen voor een zetel in de Kamer, telkens zonder succes. In februari 1909 werd hij uiteindelijk opnieuw volksvertegenwoordiger ter opvolging van de overleden Jean Malempré, een ambt dat hij ditmaal bekleedde tot aan de verkiezingen van 1919, waarbij Dauvister zich niet meer kandidaat stelde.
In 1895 werd Dauvister tevens verkozen tot gemeenteraadslid van Dison, waar hij van 1908 tot 1912 schepen van Onderwijs was. Daarnaast was hij actief als journalist in de regionale socialistische pers: van 1907 tot 1908 was hij hoofdredacteur van La Voix du Peuple, van 1909 tot 1912 was hij medewerker aan Le Réveil en van 1913 tot 1914 schreef hij opiniestukken voor Le Travail.
Dauvister was eveneens een militant van de Waalse Beweging. Hij was beschermheer van de Ligue wallonne in Verviers en werd in die hoedanigheid in 1914 lid van de Assemblée wallonne. Hij was ook lid van het Comité voor Waalse Actie.
Op oudere leeftijd verzeilde Dauvister in de armoede. Hij overleed in mei 1937 op 78-jarige leeftijd.